# سی/۲۰۱۲ اس۱
سی/۲۰۱۲ اس۱ یا آیسون یک دنباله‌دار است که در روز ۲۱ سپتامبر ۲۰۱۲ به‌وسیلهٔ زوج اخترشناس آماتور روس؛ ویتالی نوسکی و آرتیوم نوویچونوک کشف شد. به‌طور ضعیف پیش‌بینی می‌شد که این دنباله دار به سلامت از کنار خورشید خواهد گذشت و سپس در نوامبر-دسامبر ۲۰۱۳ مشاهدهٔ این دنباله‌دار با چشم غیرمسلّح پرنورتر از ماه کامل و بنظر بعضی منابع با قدر حدود ۸/۲- یعنی بیش از روشنایی تربیع ماه امکان‌پذیر شود. اما پیش‌بینی قویتر این بود که این دنباله‌دار در ۲۸ نوامبر ۲۰۱۳ با نزدیک شدن به خورشید متلاشی می‌گردد. تا هنوز سرنوشت این دنباله دار در هاله‌ای از ابهام است.
دنباله‌دار آیسون در تاریخ ۲۸ نوامبر ۲۰۱۳ (۷ آذر ۱۳۹۲) به نزدیک‌ترین فاصله خود از خورشید، یعنی فاصله ۱٫۲ میلیون کیلومتری خورشید رسید.
آیسون که از ۱۰ هزار سال پیش از فراسوی نپتون سفر به منظومه شمسی را آغاز کرده بود، انتظار می‌رفت به‌عنوان روشن‌ترین دنباله دار قرن در آذرماه ۱۳۹۲ با چشم غیرمسلح در آسمان قابل مشاهده گردد.
اما پس از ملاقات با خورشید در ساعت ۲۱:۳۰، ۲۸ نوامبر به وقت گرینویچ (یک بامداد ۸ آذرماه به وقت ایران) به رغم اندازه بزرگ (دارای ۲ کیلومتر عرض)، احتمالاً در نتیجه گرمای شدید و نیروهای گرانشی خورشید به شدت صدمه دید و تا حد زیادی از بین رفت.
درحالی که دانشمندان تصور می‌کردند که هسته دنباله‌دار قرن پس از ملاقات با خورشید متلاشی شده است، دو روز بعد نشانه‌هایی از حیات آیسون شد و احتمال دادند که دیده خواهد شد و امکان برخورد این دنباله دار با زمین وجود ندارد.
اما کمی بعد تصاویر فضاپیمای استریو و سوهو نشان داد که هسته متراکمی باقی نمانده و آیسان در تاج خورشید نابود شده است.